# Andre Steyer
Andre Steyer (* 1. Mai 1992 in Bad Nauheim) ist ein deutscher Schlagersänger.

## Leben und Karriere
Andre Steyer wurde als erstes Kind einer Großfamilie in Bad Nauheim geboren.
Bereits im Kindesalter fing er an zu singen und brachte sich selbst das Klavierspielen bei. Mit 15 Jahren sang Andre Steyer als Solist im Schulchor und in einer Schülerband. Im Jahr 2008 konnte er für die Singbergschule in Wölfersheim als Frontsänger beim Wetterauer Schulchorwettbewerb in Bad Vilbel den ersten Platz belegen.
Entdeckt wurde Steyer 2011 auf einer Familienfeier in einer Gastwirtschaft. Als er zum Geburtstag seiner Oma einige Schlagertitel präsentierte, saß im Nebenraum der Schlagersänger, Komponist, Produzent und Manager Stefan Moll, der sofort begeistert war und ihn unter seinem Label Dynasty Records unter Vertrag nahm. Eine gemeinsame Zusammenarbeit erfolgte.
2012 gewann Andre Steyer den HR4-Hessenstar Schlagerwettbewerb und somit einen Plattenvertrag bei dem Label Ariola (Sony Music). Der Siegertitel Gloria-Nur der Sieger steht im Licht, welcher von Uwe Busse komponiert und produziert wurde, wurde daraufhin veröffentlicht. Im Dezember desselben Jahres trat Steyer auf der großen Schlagerstar Parade in der Frankfurter Festhalle auf.
2013 folgt ein Wechsel zum Musiklabel Telamo.
Im Mai 2013 erschien sein Debüt-Album „Blonder Passagier“. Autoren wie Ralph Siegel, Bernd Meinunger, Marcel Brell, Tobias Reitz und Stefan Moll steuerten Songs zu diesem Album bei.
Ab 2016 erfolgte eine Zusammenarbeit mit der Texterin Irma Holder, wodurch die Titel „Sommerwind und Sternennacht“ als auch „Jede Stunde ohne Dich“ entstanden und noch im selben Jahr veröffentlicht wurden. Im August 2016 startete Andre Steyer eine Ausbildung zum Bankkaufmann bei der Volksbank-Mittelhessen eG, die er im Juni 2019 erfolgreich abschloss.
Am 27. September 2019 wurde nach einer 3-jährigen Pause die Single „Lass mich an die Liebe glauben“ über die Plattenfirma Sunflower im Vertrieb von Universal-Music veröffentlicht.
Einem größeren Publikum bekannt wurde Andre Steyer u. a. durch die Sendungen Immer wieder sonntags (ARD), Die HR4-Schlagerparty (Hessischer Rundfunk) und Wenn die Musi kommt (Deutsches Musik Fernsehen / Gute Laune TV).

## Diskografie

### Studioalben
2013 Blonder Passagier
- 1. Blonder Passagier
- 2. Ich verschweig dir meine Sehnsucht
- 3. Dann kommt wieder das Gefühl
- 4. Du hast noch nie das Meer geseh’n
- 5. Weil du mich liebst
- 6. Weine nicht um ihn, Maria Magdalena
- 7. Damals
- 8. Nach dem Kuss ist vor dem Kuss
- 9. Schreib es für mich an den Himmel
- 10. Kleine Sünden
- 11. Geh mit mir durchs Leben
- 12. Mein Herz ist frei
- 13. Nur die Sonne und du
- 14. Wenn Herzen Feuer fangen
- 15. Bis bald, bis wir uns wieder sehen
- 16. Nach dem Kuss ist vor dem Kuss – Disco-Version

### Singles
- Nur die Sonne und Du (2012)
- Gloria-Nur der Sieger steht im Licht (2012)
- Blonder Passagier (2013)
- Nach dem Kuss ist vor dem Kuss (2013)
- Weine nicht um ihn, Maria Magdalena (2013)
- Schnee bleibt nicht für immer (2013)
- Schreib es für mich an den Himmel (2014)
- Du hast noch nie das Meer gesehen (2014)
- Marys Boychild – Aller Hoffnung (2014)
- Keine zweite Chance (2015)
- Sommerwind und Sternennacht (2016)
- Jede Stunde ohne Dich (2016)
- Lass mich an die Liebe glauben (2019)

## Auszeichnungen
- 2012 HR4-Hessenstar